# Glucòsid

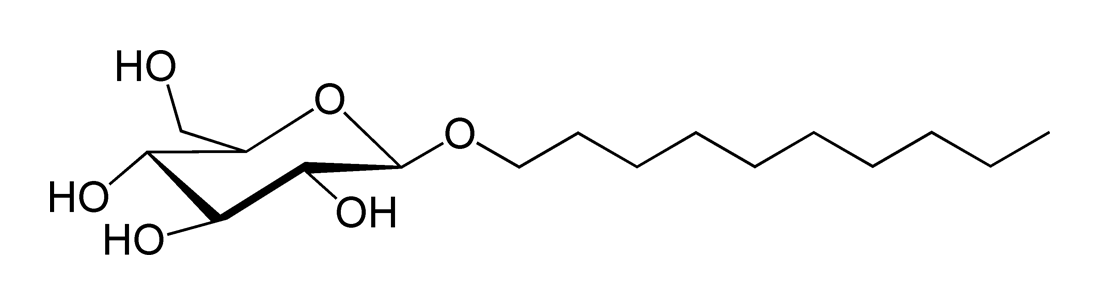
Estructura química del decil glucòsid, un glucòsid d'origen vegetal utilitzat com a tensioactiu.

Els glucòsids són un grup de substàncies orgàniques en què un alcohol o fenol (R-OH) s'uneix a la glucosa mitjançant un enllaç glicosídic. Per tant, és un subgrup dels glucòsids. Els glucòsids es separen la glucosa durant la hidròlisi. Exemples de glucòsids són, p. B. amigdalina i sacarosa. Alguns tensioactius de sucre importants industrialment, com els alquilpoli-glicòsids, són glucòsids.

## Classificació
La classificació dels glucòsids és una qüestió d'una certa complexitat. S'ha proposat un mètode basat en la constitució química de la part no glucosa de les molècules que planteja quatre grups: (I) derivats d'alquil, (2) derivats del benzè, (3) derivats de l'estirolè i (4) derivats de l'antracè. També es pot construir un grup per incloure els glucòsids cianogènics, és a dir, els que contenen àcid prússic. Les classificacions alternatives segueixen una classificació botànica, que té diversos avantatges; en particular, les plantes de gèneres afins contenen compostos similars. En aquest article se seguirà la classificació química, i aquí només es parlaran dels compostos més importants.